# Otto Guevara
Otto Guevara (ur. 13 października 1960), kostarykański polityk, założyciel i przewodniczący partii Movimiento Libertario, deputowany do parlamentu w latach 1998-2002, kandydat w wyborach prezydenckich w 2002, 2006 oraz w 2010.

## Życiorys
Otto Guevara urodził się w 1960 w San José. Ukończył prawo na Universidad de Costa Rica, a następnie MBA na Universidad Nacional w Kostaryce oraz studia magisterskie z prawa z uwzględnieniem rozwiązywania konfliktów na Harvard University w USA. Przez 8 lat zajmował stanowisko profesora prawa na Universidad de Costa Rica. Oprócz pracy jako wykładowcy i prawnika, był także doradcą ds. publicznych oraz producentem i gospodarzem wielu programów telewizyjnych i radiowych.
W 1994 założył Movimiento Libertario, liberalną partię polityczną. W 1998 został wybrany z jej ramienia do Zgromadzenia Ustawodawczego, w którym zasiadał jako deputowany do 2002. W 2002 oraz w 2006 wziął udział w wyborach prezydenckich jako kandydat ML. W wyborach w 2006 zajął trzecie miejsce, zdobywając 8,5% głosów poparcia. W 2010 po raz trzeci został kandydatem ML w wyborach prezydenckich.